# Maureen Downey
Maureen Elizabeth Downey (Washington D.C., 1 mei 1921 – San Juan Island, Washington, 14 mei 2000) was een Amerikaans zoöloge, gespecialiseerd in zeesterren en andere stekelhuidigen. Ze werkte dertig jaar voor het Department of Invertebrate Zoology van Smithsonian Institution's National Museum of Natural History.

## Levensschets
Downey werd geboren in Washington D.C. als dochter van Michael en Philomene (Kelly) Downey. Ze studeerde aan George Washington University. In de veertiger jaren werkte ze enige tijd aan het "Marine Laboratory" van Duke University in Beaufort, North Carolina. Daar maakte ze kennis met de stekelhuidigen. Ze keerde terug naar Washington D.C. om daar tien jaar voor de CIA te werken. Daarna werkte ze nog enige tijd voor de United States Fish and Wildlife Service, voordat ze in 1957 bij het National Museum of Natural History kwam. Daar was ze eerst secretaresse maar naderhand raakte ze betrokken bij de verzameling stekelhuidigen van het museum. Uiteindelijk werd ze een specialist op dit gebied van de museumcollecties, en ging ook zelf onderzoek doen, waarvoor ze diverse verzamelreizen maakte.
Downey begon in 1967 samen met David Pawson met de uitgave van de "Echinoderm Newsletters", en organiseerde eveneens samen met hem de eerste "International Echinoderms Conference" in 1972, in de gebouwen van het National Museum. Gedurende haar werk voor het museum bezocht ze regelmatig de Friday Harbor Laboratories van de University of Washington in Puget Sound. Daar ontstond het plan om er na haar pensionering te gaan wonen. In 1987 ging ze met pensioen en verhuisde ze van Washington D.C. naar San Juan Island in de staat Washington. Ze overleed daar in 2000 in een verpleeghuis, 79 jaar oud, aan kanker.

## Publicaties
- 1967 - Astronebris tatafilius (Euryalae: Asteronychidae), a new genus and species of Ophiuroid from the Aleutians, with a revised key to the family Asteronychidae. Proceedings of The Biological Society of Washington 80: 41-45. BHL
- 1968 - A note on the Atlantic species of the starfish genus Linckia. Proceedings of the Biological Society of Washington 81: 41-44. BHL
- 1968 - Catalog of recent Echinoid type specimens in the U.S. National Museum Smithsonian Institution and the Museum of Comparative Zoology Harvard University. Bulletin of the United States National Museum 264: 1-99. BHL
- 1969 - Catalog of recent Ophiuroid type specimens in major collections in the United States. Bulletin of the United States National Museum 293: 1-239. BHL
- 1970 - Zorocallida, New Order, and Doraster constellatus, New Genus and Species, with Notes on the Zoroasteridae (Echinodermata; Asteroidea). Smithsonian contributions to Zoology 64: 1-18. SI-repository
- 1970 - Drachmaster bullisi new genus and species of Ophidiasteridae (Echinodermata, Asteroidea), with a key to the Caribbean species of the family. Proceedings of the Biological Society of Washington 83(6): 77-82. BHL
- 1970 - Marsipaster acicula, new species (Asteroidea: Echinodermata), from the Caribbean and Gulf of Mexico. Proceedings of the Biological Society of Washington 83(28): 309-312. BHL
- 1971 - A new species of the genus Solaster (Echinodermata: Asteroidea). Proceedings of the Biological Society of Washington 84(4): 39-42. BHL
- 1971 - Two new species of the genus Tamaria (Echinodermata: Asteroidea) from the Tropical Western Atlantic. Proceedings of the Biological Society of Washington 84(5): 43-50. BHL
- 1971 - Ampheraster alaminos, a new species of the family Asteriidae (Echinodermata: Asteroidea) from the Gulf of Mexico. Proceedings of the Biological Society of Washington 84(6): 51-54. BHL
- 1972 - Midgardia xandaros new genus, new species, a large brisingid starfish from the Gulf of Mexico. Proceedings of the Biological Society of Washington 84(48): 421-426. BHL
- 1973 - Starfishes from the Caribbean and the Gulf of Mexico. Smithsonian contributions to Zoology 126: 1-158. SI-repository
- 1975 - Asteroidea from Malpelo Island with a description of a new species of the genus Tamaria. in: Graham, J.B.. The biological investigation of Malpelo Island, Colombia. Smithsonian contributions to Zoology 176: 86-90. SI-repository
- 1977 - met E. Tortonese. On the genera Echinaster Mueller and Troschel, and Othilia Gray, and the validity of Verrillaster Downey. (Echinodermata: Asteroidea). Proceedings of the Biological Society of Washington 90(4): 829-830. BHL
- 1979 - Pythonaster pacificus n.sp. a new starfish of the family Myxasteridae (Echinodermata: Asteroidea). Proceedings of the Biological Society of Washington 92(1): 70-74. BHL
- 1979 - Hymenaster kieri, a new species of starfish of the family Pterasteridae (Echinodermata: Asteroidea). Proceedings of the Biological Society of Washington 92(4): 801-803. BHL
- 1980 - Floriaster maya, new genus and species of the family Goniasteridae. Proceedings of the Biological Society of Washington 93(2): 346-349. BHL
- 1981 - A new goniasterid seastar, Evoplosoma scorpio (Echinodermata: Asteroidea), from the northeastern Atlantic. Proceedings of the Biological Society of Washington 94(2): 561-563. BHL
- 1982 - Evoplosoma virgo, a new goniasterid starfish (Echinodermata: Asteroidea) from the Gulf of Mexico. Proceedings of the Biological Society of Washington 95(4): 772-773. BHL
- 1986 - Revision of the Atlantic Brisingida (Echinodermata: Asteroidea), with description of a new genus and family. Smithsonian contributions to Zoology 435: 1-57. SI-repository
- 1992 - met A.M. Clark. Starfishes of the Atlantic.

- Bibsys: 90582513
- CiNii: DA01388962
- Gemeinsame Normdatei: 114516384X
- International Standard Name Identifier: 0000 0000 8293 1095
- Library of Congress Control Number: n85389116
- Nationale Bibliotheek van Tsjechië: mzk20211108225
- Nationale Bibliotheek van Israël: 987007391545705171
- Nationale en Universitaire bibliotheek Zagreb: 000170021
- Nederlandse Thesaurus van Auteursnamen: 131962612
- Virtual International Authority File: 108961945
- WorldCat: E39PBJxxdqxKBkMkQwfF6bVcT3